# Marek Zybura
Marek Henryk Zybura, ps. „Henryk Niżański” (ur. 15 lipca 1957 w Nisku) – polski historyk literatury i kultury, komparatysta, tłumacz, prof. zw. w Centrum Studiów Niemieckich i Europejskich im. Willy’ego Brandta Uniwersytetu Wrocławskiego (CSNE); członek Stowarzyszenia Pisarzy Polskich, polskiego PEN-Clubu, niemieckiego PEN-Zentrum Deutschland, Saskiej Akademii Sztuk (Drezno). W 2022 r. niemieckie i polskie środowisko naukowe i literackie uhonorowało go księgą pamiątkową: Wer hat Angst vor Multikulturalitӓt? Erfahrungen und Vorstellungen in der deutschen und polnischen Kultur. Marek Zybura zum 65. Geburtstag. Hrsg. von Hans-Jürgen Bömelburg und Izabela Surynt, Wiesbaden 2022, przynoszącą teksty blisko pięćdziesięciu autorów.

## Wykształcenie
Absolwent Liceum Ogólnokształcącego im. Stefana Czarnieckiego w Nisku. Po studiach germanistyki i historii sztuki we Wrocławiu i Wiedniu 1976-1980 (stypendysta Österreichisches Bundesministerium für Wissenschaft und Forschung). Od 1981 asystent w Instytucie Filologii Germańskiej UWr. W 1989 roku po rocznym stażu (DAAD) na Uniwersytecie Maksymiliana w Monachium obronił na UWr pracę Ludwig Tieck als Übersetzer und Herausgeber. Zur frühromantischen Idee einer „deutschen Weltliteratur” i uzyskał stopień doktora nauk humanistycznych w zakresie literaturoznawstwa (promotorem pracy był Gerard Koziełek). Za monografię tę, jeszcze w maszynopisie, otrzymał w 1990 roku jako pierwszy polski germanista Oskar-Seidlin-Preis, nagrodę przyznawaną w Niemczech za badania nad romantyzmem niemieckim. W 1997 roku po rocznym stypendium Fundacji im. Aleksandra Humboldta na Uniwersytecie Heinricha Heinego w Düsseldorfie uzyskał na UWr. stopień doktora habilitowanego na podstawie pracy August Scholtis 1901-1969. Untersuchungen zu Leben, Werk und Wirkung. 2 grudnia 2002 roku uzyskał tytuł profesora.

## Kariera naukowa
Zawodowo związany z Uniwersytetem Wrocławskim (i okresowo z Uniwersytetem Opolskim). W latach 1981–1998 pracował jako asystent, starszy asystent, adiunkt w Instytucie Filologii Germańskiej UWr. W latach 1998–2004 pracownik naukowy IFG Uniwersytetu Opolskiego, gdzie zorganizował Zakład Historii Literatury i Kultury Krajów Niemieckich XIX i XX w. Od 2004 z powrotem na UWr., jest kierownikiem Katedry Germanistyki i Seminarium Doktorskiego w CSNE. Zasiada w redakcji wielu książkowych serii wydawniczych, m.in. Polonica leguntur: literatura polska w krajach języka niemieckiego (Universitas, Kraków), Studia Brandtiana (fibre, Osnabrück), German and European Studies of the Willy Brandt Center at the Wroclaw University (Nomos, Baden-Baden). Organizator licznych międzynarodowych konferencji naukowych. Gościnnie wykładał w wielu uczelniach zagranicznych w Niemczech, Austrii i Szwajcarii.

## Zainteresowania
Zajmuje się historią literatury niemieckiej od XVIII w. do współczesności, polską literaturą XX w. (Gombrowicz, Mackiewicz, Miłosz, Różewicz, Herbert, Tymoteusz Karpowicz), polsko-niemiecką komparatystyką literacką i kulturową, niemieckim dziedzictwem kulturowym w Polsce i historią germanistyki. Od 2015 r. wydaje z Wojciechem Kunickim w Leipziger Universitätsverlag historię polskiej germanistyki literaturoznawczej (Geschichte der literaturwissenschaftlichen Germanistik in Polen, dotąd trzy tomy). Tłumaczył utwory m.in. Volkera Brauna, Reinera Kunzego, Josefa Neubauera, Jana Patočkę, Karla Hansa Strobla.

## Odznaczenia
W 2022 roku odznaczony Srebrną Odznaką Honorową Wrocławia.

## Publikacje
Autor i (współ)redaktor kilkudziesięciu książek, słowników (m.in. Pisarzy niemieckojęzycznych XX wieku, 1996, i Współczesnych pisarzy niemieckojęzycznych, 2007) opracowań, artykułów i wywiadów, redaktor wydawnictw zbiorowych. Teksty jego autorstwa ukazują się w krajowych i zagranicznych czasopismach naukowych, kulturalnych, społeczno-politycznych, jak i prasie codziennej. Opublikował m.in.:
- Odsłony dialogu. Literatura, kultura i polityka w relacjach polsko-niemieckich, Kraków 2023.
- Facetten des Literatur- und Kulturdialogs, Dresden 2022.
- Książki - Ludzie - Rozmowy, Wrocław 2022.

- "Bronislaw Huberman, Vaterland Europa". Herausgegeben und kommentiert von Marek Zybura, Dresden 2020.
- "Im gemeinsamen Haus. Zur Geschichte der Deutschen in Polen", Berlin 2019.
- „Bardzo potrzebna mi jest przyjaźń Pana”. Zbigniew Herbert, Heinrich Kunstmann – Listy 1958-1970. Wstęp i opracowanie Marek Zybura, Kraków 2018
- Ein Patagonier in Berlin. Texte der deutschen Gombrowicz-Rezeption. Ausgewählt und herausgegeben von Marek Zybura, Neisse Verlag, Dresden 2018.
- Der Geist Polonias. Dwa wieki recepcji kultury polskiej w Niemczech 1741-1942. Wybór, wstęp i opracowanie Marek Zybura (Poznańska Biblioteka Niemiecka, 47), Poznań 2017.
- Karl Dedecius – Tadeusz Różewicz. Listy 1961-2013. Wstęp i opracowanie Marek Zybura, Andreas Lawaty, t. 1-2, Kraków 2017.
- „Der du mein ferner Bruder bist...”. Polnische Deutschlandfreunde in Porträts. Herausgegeben von Krzysztof Ruchniewicz und Marek Zybura, Osnabrück 2017.